# Russell Hill
Pour les articles homonymes, voir Hill.
Russell Hill, né le 27 juin 1935 à Spring Valley (Illinois), est un écrivain américain, auteur de roman policier.

## Biographie
En 1986, il publie son premier roman, Cold Creek Cash Store. En 1992, il fait paraître Lucy Boomer qui bénéficie de critiques élogieuses. Trois de ces romans suivants, La Femme de Robbie (Robbie's Wife), The Lord God Bird et The Dog Sox sont finalistes du prix Edgar-Allan-Poe dans la catégorie meilleur livre de poche original.

## Œuvre

### Romans
- Cold Creek Cash Store (1986) (autre titre The Edge of the Earth (1992))
- Lucy Boomer (1992)
- Robbie's Wife (2007)
  - La Femme de Robbie, Payot & Rivages, coll. « Rivages/Noir » no 805 (2010)  (ISBN 978-2-7436-2177-3)
- The Dog Sox (2011)
- Deadly Negatives (2012)
- Tom Hall (2015)

### Poésie
- Letters From the Mines (1978)

### Novellas
- The Lord God Bird (2009)

### Recueil de nouvelles
- The Heeler (2005)

### Autre ouvrage
- The Search for Sheepheaven Trout (2003)

## Prix et distinctions

### Nominations
- Prix Edgar-Allan-Poe 2008 du meilleur livre de poche original pour Robbie's Wife[3],[4]
- Prix Edgar-Allan-Poe 2010 du meilleur livre de poche original pour The Lord God Bird[3]
- Prix Edgar-Allan-Poe 2012 du meilleur livre de poche original pour The Dog Sox[3],[5]